# Lontra
För andra betydelser, se Lontra (olika betydelser).
Lontra är ett släkte i underfamiljen uttrar (Lutrinae) som ingår i familjen mårddjur. Släktet består av fyra arter som förekommer i Amerika.

## Utseende
Arterna i släktet liknar den europeiska uttern. Skillnader finns bara i skallens och tändernas uppbyggnad. Den vattentäta pälsen är på ryggsidan brun och på buken ljusbrun eller gråaktig. Nosen och halsens framsida är ibland vit eller ljusgrå. Kroppen är långsträckt och benen är korta. Vid fötterna finns starka klor med simhud. Även svansen är lång och kraftfull. Arterna i släktet har små öron och kan stänga igen dem och näshålorna när de simmar. Deras kropp har en genomsnittlig längd av 30 till 55 cm och en vikt av tre till 15 kg. Hanarna är markant större än honorna.

## Utbredning och habitat
Arterna av släktet Lontra finns i nästan alla regioner av den amerikanska kontinenten. Utbredningsområdet sträcker sig från Alaska till Eldslandet. Dessa djur förekommer alltid i närheten av vattendrag. De lever i sötvattenregioner som floder, insjöar och sumpområden men även i flodmynningar och kustzoner.

## Levnadssätt
Dessa uttrar är oftast aktiva vid skymningen och under natten. De gräver gångar eller använder naturliga håligheter som viloplatser. De har mycket bra förmåga att simma och dyka men utmärker sig även på land genom bra rörlighet. Ibland stannar dessa djur 8 minuter under vattenytan.
Individer i släktet lever huvudsakligen ensamma. De har avgränsade revir som omfattar 10 till 80 km av ett vattendrag. Territoriets gräns markeras med urin, avföring och en vätska ur analkörtlarna. Territorierna överlappar ibland men det förekommer ingen närmare kontakt mellan revirhävdarna. En längre relation finns bara mellan ungdjur och deras moder.

## Föda
Vattendjur som fiskar, amfibier, sköldpaddor, vattenlevande kräldjur och kräftor är den huvudsakliga födan för arterna i släktet. De äter även fåglar och deras ägg, mindre däggdjur och insekter. Deras ämnesomsättning är stor och därför behöver de mycket föda.

## Fortplantning
Efter en 60 till 63 dagar lång dräktighet föder honan två till tre ungar. Hos individer i nordligare trakter ligger ägget ofta i vila i väntan på gynnsammare tider och tiden mellan parningen och födelsen ligger för dessa djur vid flera månader. Ungarna föds i en lya eller ett gömställe där de stannar upp till två månader. Efter fem månader sluter honan att ge di. Ungarna lever i moderns närhet tills hon föder nya ungar. Efter två år är ungarna könsmogna. Medellivslängden ligger i det vilda vid 14 år och i fångenskap vid 25 år.

## Människor och släktetLontra
Indianerna jagade dessa djur för deras päls. Uttrar förekommer även i mytologin hos flera folkgrupper.
Uttrarna hotas idag genom flodutbyggnad, skogsavverkning och övergödning av vattendrag. Uttrarna jagas också, och mer än tusen uttrar fälls varje år. Två arter listas av IUCN som hotade (endangered).

## Arter

### Nordamerikansk flodutter
Nordamerikansk flodutter (Lontra canadensis) förekom tidigare i ett större område i Alaska, Kanada och USA. På grund av jakt och förstörelse av dess levnadsområde är den i östra, södra och mellersta USA försvunnen eller sällsynt. Artens habitat utgörs av både kustlinjer och vattendrag i landets inre. Den finns till och med i bergstrakter.

### Neotropisk flodutter
Utbredningsområdet för neotropisk flodutter (Lontra longicaudis) sträcker sig från Mexiko över Uruguay till centrala Argentina. Den förekommer i floder och sjöar men även i områden med jordbruk.

### Sydlig flodutter
Sydlig flodutter lever i södra och mellersta Chile och i Argentina. På grund av jakt och miljöföroreningar finns bara i regionen Eldslandet en större population. IUCN listar arten som hotad.

### Marin utter,  krabbutter
Av krabbutter (Lontra felina) finns idag troligtvis bara 1 000 individer kvar. Kända restbestånd lever på den chilenska ön Chiloé och på Falklandsöarna.